# نظرية الحجج

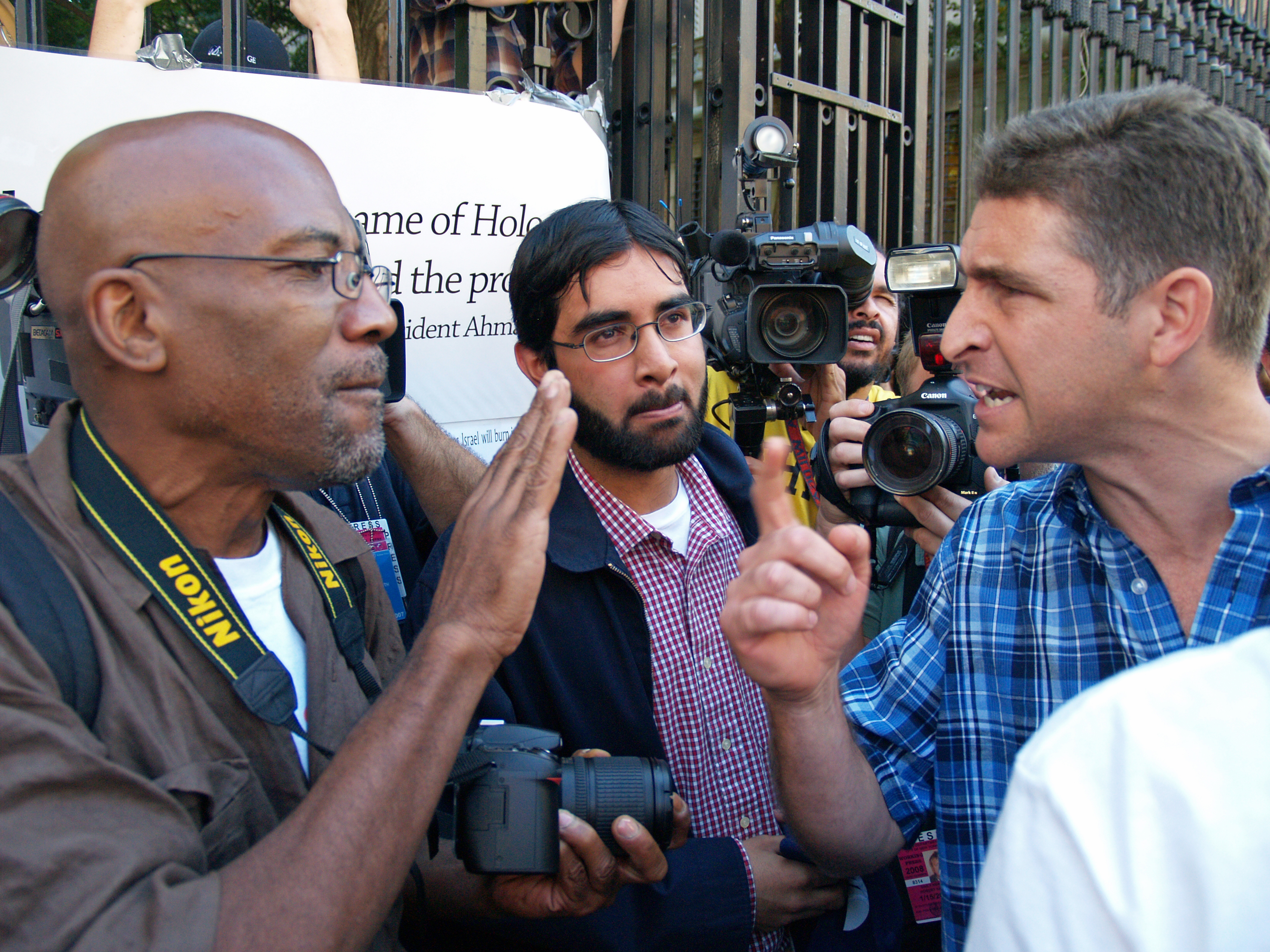

نظرية الحجاج[بحاجة لمصدر] (Argumentation theory) مبحث يختص بدراسة الفعالية الحجاجية (أو الحجاج)، وهي فعالية لغوية اجتماعية وعقلانية غايتها إقناع المعترض العاقل بمقبولية رأي من الآراء، وذلك عبر تقديم جملة من القضايا المثبتة أو النافية لما ورد في هذا الرأي من قضايا. ويتميز مبحث الحجاج بكثرة الحقول المعرفية التي تتناوله، كالفلسفة والمنطق واللسانيات ونظرية التواصل والقانون وحديثا امتد الأمر إلى علم النفس وعلم الاجتماع وتخصصات أخرى كثيرة.

## لمحة تاريخية
من الزاوية التاريخية تعود جذور هذا البحث إلى الفترة اليونانية، وخصوصا مع الفيلسوف أرسطو الذي تناول الكثير من الظواهر المرتبطة بالممارسة الحجاجية بدرجة عالية من الدقة والشمول، ويظهر ذلك واضحا في الأجزاء المتعلقة بالتدليل اللاصوري من مدونته المنطقية الأورغانون: كتاب الجدل، كتاب الخطابة، كتاب السفسطة، كتاب الشعر.
وقد عانى الدرس الحجاجي في السياق الغربي حالة من الركود على امتداد ما يقرب من 15 قرنا منذ كونتيليان وشيشرون الرومانيان (من حوالي القرن الثاني الميلادي وإلى حدود عصر النهضة) فكان اهتمام الباحثين منصرفا خلال هذه الفترة إلى دراسة الجوانب البلاغية والأسلوبية مع إهمال واضح للفعالية الحجاجية الاستدلالية، لأن الاعتقاد كان سائدا في هذه الفترة في أن النموذج الأمثل للاستدلال هو البرهان القائم على مبادئ المنطق وأسس الرياضيات، وليس الحجاج المتلبس بتقيات اللغة وطرقها التعبيرية الغامضة والملتبسة...وقد ساهم في هذه النظرة القدحية للحجاج شيوع النزعة العقلية في الفلسفة الغربية نتيجة القراءة الخاصة للتراث اليوناني، وخصوصا الأرسطي في الأدبيات السكولائية المسيحية التي كانت تمثل الصوت الأعلى في الفكر الغربي آنذاك.
غير أن هذا الخفوت للدرس الحجاجي في الفكر الغربي كان يوازيه ازدهار كبير في المجال العربي الإسلامي الذي احتضن هذا الدرس في سياق انفتاح الثقافة العربية الإسلامية بدءا من القرن الثامن والتاسع الميلادي على الثقافة اليونانية، فترجمت كتب أرسطو في هذا الباب (الجدل والخطابة والسفسطة)وشرحت شروحا وافية من طرف المناطقة والفلاسفة المسلمين، وخصوصا الفارابي وابن سينا وابن رشد مما ساهم في شيوع الأساليب الحجاجية في المدارس الإسلامية بمختلف توجهاتها واختصاصاتها فسارع المسلمون إلى الإفادة من هذه الأساليب في ضبط الكثير من العلوم كعلم الكلام والفقه والأصول بل إن الدرس الحجاجي سيتوج بقيام علم خاص يدرس الفعالية الحوارية والحجاجية سمي بعلم المناظرة وآداب البحث الذي يعتبر نظرية عربية أصيلة في الحجاج...
وتبقى البلاغة العربية بلاغة حجاجية لكنها تنتظر هي ومؤلفاتها الغابرة ومدارسها المنسية من يكشف عن جواهرها لأن الدراسات التي أنشئت 2007/2008 وماقبلها لم تتشرب الفعل الحجاجي ولم تتمكن من رصد ظواهرة في البلاغة العربية ومدارسها ويعد البحث والكشف عن الحجاج في البلاغة العربية عملا صعبا يتطلب اطلاعا كبيرا بالساقات الفكرية والفلسفية والدينية والتاريخية التي أقامت البلاغة العربية ودعمت مدارسها الكبرى
والكشف عن النصوص من منظور حجاجي دون الرجوع إلى أمهات البلاغة العربية وحجاجياتها وآلياتها التي تحتضنها كتب كالمنزع البديع والبرهان والروض المريع يعد عبثا وهذا ما نلاحظه على رسائل في الجامعات العربية التي لم تتشرب المصادر الأصلية للحجاج وروافده في علوم البلاغة واتجاهاتها عند العرب والغرب وكذا الأصول التداولية واللسانية.

## إستراتيجية بناء النص الحجاجي
تعتبر البرهنة منطلقا استراتيجيا في بناء النص الحجاجي وهي وان كانت لا تخلو من الذاتية فأنها توظف عمليات عقلية ينتقل بها الفكر من قضية إلى أخرى. وتتجلى في
الاستقراء وهي عملية عقلية ينتقل فيها الفكر من التخصيص إلى التعميم وإلى استنباط ما هو كلي.
القياس وهو عملية ينتقل بها الفكر من التعميم إلى التخصيص أي إخراج الجزئي مما هو كلي.
 الاستدلال الجدلي وهو حركة فكرية تنتقل من الاطروحة إلى نقيضها ثم إلى نقيض النقيض.
الاستدلال السببي وهو حركة فكرية تقوم على ربط الأسباب بالمسببات.
والدراسات التي ظهرت في الجامعات العربية قبل 2010/2011 تعد دراسات لم تع بعد أهداف الدرس الحجاجي والدول العربية المهتمة بميدان البلاغة الجديدة نذكر منها المغرب والجزائر وتونس
وقد حاولت بعض الدراسات أن تلم بالحجاج قبل 2009 لكن لقلة المصادر وعدم الاهتمام بالبلاغة العربية ومدارسها المختفية أدى إلى صورة لا تمسز البلاغة العربية ولا تصنع جديدا لها
وبعد ظهور دراسات عبد الله صولة والعمري وعليوي والمبخوت وتشرب الدرس التداولي تمكنت دراسات رشيد الراضي وحسن الوردني مثلا من بلوغ آفاق البلاغة الجديدة
وتبقى الأصول الحجاجية للبلاغة العربية بحاجة إلى أبحاث تكشف عن مدارسها وآلياتها التي ماتزال من المجهول والدراسات التي تحاول مقاربة النصوص اللغوية حجاجيا ودراسة بنيتها دون الكشف عن البلاغة العربية في مضانها الأصلية تعد من العبث وهذا الأمر يؤكده د محمد مفتاح

## الأنماط الحجاجية
و تحدد في نمطين: المحاورة الجدلية (المناظرة) والمحاورة الخطابية (الخطابة)
الخطابة خطاب حجاجي: يصعب تأكيد هذا الأمر لقلة الدراسات حتى دراسات الجامعة قبل 2011 تعد خبط عشواء وتشوبها أخطاء كثيرة في فهم هذه النظرية
مداره قول للأقناع في مجال المحتمل والمسائل الخلافية القابلة للنقاش وأهم اسسها
أ- المقدمة.
ب- السرد (الحكي) وفيه تقدم الوقائع إلى القارئ أو المستمع تقديما مركزا واضحا ومقبولا.ج- الحجاج تبرير يتميز بالموضوعية والانفعال تبعا للتأثير الذي يرغب الخطيب في احداثه.
د- النهاية تضم ملخصا موجزا للبرهنة المقدمة.
المناظرة الية حجاجية:
و هي كل خطاب استدلالي يقوم على المقابلة والتفاعل الموجه وهي نوع من الجدال بالتي هي احسن بين فريقين وصولا للحق والصواب من شروطها العامة
1 وجود متناظرين
2 وجود دعوى أو ادعاء
3 لا بد من مال يكون بعجز أحد المتناظرين أو غلبة اطروحة على اخر بناء على قوة السلم الحجاجي
و يتبين من خلال هذه القواعد الشكلية للمناظرة وجود 3 مفاهيم هي.
الادعاء ويسمى عرض الدعوى.
المنع وهو الاعتراض على الدعوى.
التدليل ومن أهم شروطه صدق العرض والمعترض فيما يدعيانه.

## آليات الحجاج
- الأخبار من الخبر وهو ما يصح أن يدخله الصدق أو الكذب وهو لفظ يدل على علم في نفس المخبر.
- التفسير. يحتاج الموضوع الذي يطرح اشكالية أو قضية كما هو الشأن في المناظرة أو الخطبة في انجازه إلى اساليب للتفسير تساهم في توضيح ابعاده ودلالته وتجعل المتكلم قادرا على الشرح والتوضيح لخصمه أو من يناظره لغرض الإقناع وأهم اساليبه التعريف الوصف المقارنة والسرد.
- الإقناع وبواسطته تستخدم حجج وبراهين للدلالة على صحة الموقف الذي يدافع عنه المتناظرون والخطيب اعتمادا على ادلة ملموسة من الشواهد أو ادلة تعتمد على مبادئ منطقية. وللإقناع ضوابط بدونها لا يحصل التسليم بالرأي.

ومن وسائل الإقناع وسائل لغوية ووسائل منطقية دلالية.
الوسائل المنطقية الدلالية وأهم عناصرها القياس المنطقي الذي يعتبر بنية أساسية في الحجاج ووظيفته الانتقال مما هو مسلم إلى ما هو مشكل. وكذلك من عناصرها الاحاديث النبوية أو الايات القرانية أو المقولات الفلسفية أو العلمية وحجج واقعية.
الوسائل اللغوية ومن أهمها التوكيد والشرط والنفي والتكرار اللفظي والمعنوي والسجع والتوازن الصوتي والطباق وغيره.